# Demandez Angela
 (septembre 2023).
La mise en forme du texte ne suit pas les recommandations de Wikipédia : il faut le « wikifier ».
Les points d'amélioration suivants sont les cas les plus fréquents. Le détail des points à revoir est peut-être précisé sur la page de discussion.
- Les titres sont pré-formatés par le logiciel. Ils ne sont ni en capitales, ni en gras.
- Le texte ne doit pas être écrit en capitales (les noms de famille non plus), ni en gras, ni en italique, ni en « petit »…
- Le gras n'est utilisé que pour surligner le titre de l'article dans l'introduction, une seule fois.
- L'italique est rarement utilisé : mots en langue étrangère, titres d'œuvres, noms de bateaux, etc.
- Les citations ne sont pas en italique mais en corps de texte normal. Elles sont entourées par des guillemets français : « et ».
- Les listes à puces sont à éviter, des paragraphes rédigés étant largement préférés. Les tableaux sont à réserver à la présentation de données structurées (résultats, etc.).
- Les appels de note de bas de page (petits chiffres en exposant, introduits par l'outil «  Source ») sont à placer entre la fin de phrase et le point final[comme ça].
- Les liens internes (vers d'autres articles de Wikipédia) sont à choisir avec parcimonie. Créez des liens vers des articles approfondissant le sujet. Les termes génériques sans rapport avec le sujet sont à éviter, ainsi que les répétitions de liens vers un même terme.
- Les liens externes sont à placer uniquement dans une section « Liens externes », à la fin de l'article. Ces liens sont à choisir avec parcimonie suivant les règles définies. Si un lien sert de source à l'article, son insertion dans le texte est à faire par les notes de bas de page.
- La présentation des références doit suivre les conventions bibliographiques. Il est recommandé d'utiliser les modèles {{Ouvrage}}, {{Chapitre}}, {{Article}}, {{Lien web}} et/ou {{Bibliographie}}. Le mode d'édition visuel peut mettre en forme automatiquement les références.
- Insérer une infobox (cadre d'informations à droite) n'est pas obligatoire pour parachever la mise en page.

Pour une aide détaillée, merci de consulter Aide:Wikification.
Si vous pensez que ces points ont été résolus, vous pouvez retirer ce bandeau et améliorer la mise en forme d'un autre article.
 (septembre 2023).
Demandez Angela est le nom d'une campagne lancée en Angleterre en 2016 et utilisée par les bars et autres lieux publics afin de protéger les personnes contre les agressions sexuelles en utilisant un nom de code pour identifier lorsqu'elles sont en danger ou dans une situation inconfortable. Lorsqu'un établissement utilise ce programme, une personne qui s'estime en danger peut demander à voir Angela, une employée fictive. Le personnel aidera ensuite la personne à rentrer chez elle discrètement et en toute sécurité, soit en l'escortant jusqu'à une autre chambre, en lui appelant un taxi et en l'y escortant, soit en demandant à l'autre accompagnant de quitter l'établissement.

## Campagne d'affichage
Des affiches sont placées sur les portes, à l'intérieur des toilettes, des établissements où la campagne est mise en œuvre. L'affiche présente "Angela" et pose plusieurs questions afin que la personne puisse identifier et réfléchir à la situation dans laquelle elle se trouve. Divers services et organisations locaux d'aide aux victimes sont également promus sur ces affiches. La campagne n'est pas spécifique au genre de la victime et  vise à aider tout le monde, c'est pourquoi des affiches sont placées dans toutes les toilettes de l'établissement. Tous les établissements publics, que ce soit dans le Lincolnshire ou dans le monde, ne sont pas nécessairement au courant de cette campagne. En ce sens, il est possible que certains personnels ne soient pas au courant du protocole à adopter. Le personnel des établissements publics participants a été formé et saura quoi faire.

## Liens avec la campagne #nomore
La campagne a débuté dans le Lincolnshire, en Angleterre, par l'initiative Hayley Crawford, coordonnatrice stratégique de la prévention de l'abus de substances et de la violence sexuelle pour le conseil du comté du Lincolnshire. Crawford a lancé cette campagne dans le cadre d'une campagne beaucoup plus vaste, #NoMore, visant à réduire la violence et les abus sexuels dans le Lincolnshire. Tout le monde peut participer à la campagne #nomore en publiant une photo avec le hashtag #nomore, permettant de continuer à engendrer la discussion et de mettre en lumière ses phénomènes dans les divers cercles sociaux. La campagne « Demandez Angela » est nommée en souvenir d'Angela Crompton, une femme qui a été maltraitée et tuée par son mari en 2012 lorsqu'une dispute concernant la redécoration de sa maison est devenue incontrôlable,. Le nom de la campagne, « Angela », a également été inspiré par la signification du nom qui est « messagère de Dieu » ou « ange ».

## Projets similaires à l'étranger
Demandez Angela a reçu un bon accueil public et a déclenché une campagne aux États-Unis qui a adopté une idée similaire en en changeant le nom de code. Dans cette campagne, les gens peuvent demander un « Angel Shot » et le faire « pur » (la victime est escortée jusqu'à sa voiture par le personnel), « avec des glaçons » (le personnel appelle un taxi pour la victime) ou « avec un citron vert » (le personnel appelle la police). En fonction du nom de code suivant la demande du "Angel Shot", les barmans agiront en conséquence, car le fait de commander le shot alerte le personnel que la personne ne se sent pas en sécurité et mal à l'aise.